# Хартман, Вальтер
Вальтер Хартман (нем. Walter Hartmann; 23 июля 1891 — 11 марта 1977) — немецкий офицер, участник Первой и Второй мировых войн, генерал артиллерии, кавалер Рыцарского креста с Дубовыми листьями и Мечами.

## Начало военной карьеры
В октябре 1910 года поступил на военную службу фанен-юнкером (кандидат в офицеры), в артиллерийский полк. С мая 1912 — лейтенант.

## Первая мировая война
С 4 августа 1914 года — на фронте. С марта 1916 года — старший лейтенант. За время войны награждён Железными крестами обеих степеней и ещё двумя орденами.

## Между мировыми войнами
Продолжил службу в рейхсвере.
В октябре 1932 года произведён в звание майор и уволен из армии, направлен военным советником в армию Китая. С марта 1934 года — вновь на военной службе в Германии.
К началу Второй мировой войны — командир артиллерийского полка, полковник.

## Вторая мировая война
Участвовал в Польской и Французской кампаниях, награждён планками к Железным крестам обеих степеней (повторное награждение).
С ноября 1940 года — начальник артиллерии 52-го армейского корпуса.
С 22 июня 1941 года — участвовал в германо-советской войне. 15 июля 1941 года — тяжело ранен, ампутированы левая рука и левая нога. В госпитале, затем в командном резерве. Награждён Рыцарским крестом (№ 409), с октября 1941 — генерал-майор.
С мая 1942 года — командир 407-й дивизии, с сентября 1942 года — командир 390-й полевой учебной дивизии. С февраля 1943 года — генерал-лейтенант.
С апреля 1943 года — командир 87-й пехотной дивизии (на Восточном фронте, в районе Невеля). В ноябре 1943 года — награждён Дубовыми листьями (№ 340) к Рыцарскому кресту.
В феврале-марте 1944 года — командующий 1-м армейским корпусом (в районе Невеля, Полоцка). В апреле 1944 года — в штабе группы армий «Север».
С мая 1944 года — в звании генерал артиллерии, командующий 49-м горным корпусом (эвакуированным из Крыма в Румынию).
С сентября 1944 года — командующий 8-м армейским корпусом (в районе Варшавы). В марте 1945 года награждён Мечами (№ 139) к Рыцарскому кресту с Дубовыми листьями.
С 18 апреля 1945 года — командующий 24-м танковым корпусом (в Моравии).
После капитуляции Германии 8 мая 1945 года — взят в американский плен. Отпущен из плена в июне 1947 года.